# Paranoia, Angels, True Love
 (juin 2023).
La mise en forme du texte ne suit pas les recommandations de Wikipédia : il faut le « wikifier ».
Les points d'amélioration suivants sont les cas les plus fréquents :
- Les titres sont pré-formatés par le logiciel. Ils ne sont ni en capitales, ni en gras.
- Le texte ne doit pas être écrit en capitales (les noms de famille non plus), ni en gras, ni en italique, ni en « petit »…
- Le gras n'est utilisé que pour surligner le titre de l'article dans l'introduction, une seule fois.
- L'italique est rarement utilisé : mots en langue étrangère, titres d'œuvres, noms de bateaux, etc.
- Les citations ne sont pas en italique mais en corps de texte normal. Elles sont entourées par des guillemets français : « et ».
- Les listes à puces sont à éviter, des paragraphes rédigés étant largement préférés. Les tableaux sont à réserver à la présentation de données structurées (résultats, etc.).
- Les appels de note de bas de page (petits chiffres en exposant, introduits par l'outil «  Source ») sont à placer entre la fin de phrase et le point final[comme ça].
- Les liens internes (vers d'autres articles de Wikipédia) sont à choisir avec parcimonie. Créez des liens vers des articles approfondissant le sujet. Les termes génériques sans rapport avec le sujet sont à éviter, ainsi que les répétitions de liens vers un même terme.
- Les liens externes sont à placer uniquement dans une section « Liens externes », à la fin de l'article. Ces liens sont à choisir avec parcimonie suivant les règles définies. Si un lien sert de source à l'article, son insertion dans le texte est à faire par les notes de bas de page.
- La présentation des références doit suivre les conventions bibliographiques. Il est recommandé d'utiliser les modèles {{Ouvrage}}, {{Chapitre}}, {{Article}}, {{Lien web}} et/ou {{Bibliographie}}. Le mode d'édition visuel peut mettre en forme automatiquement les références.
- Insérer une infobox (cadre d'informations à droite) n'est pas obligatoire pour parachever la mise en page.

Pour une aide détaillée, merci de consulter Aide:Wikification.
Si vous pensez que ces points ont été résolus, vous pouvez retirer ce bandeau et améliorer la mise en forme d'un autre article.
Albums de Christine and the Queens
Redcar les adorables étoiles
(novembre 2022)
Singles
1. To Be Honest
Sortie : 8 mars 2023[3]
2. True Love
Sortie : 17 Avril 2023[4]
3. Tears Can Be So Soft
Sortie : 9 mai 2023[5]
4. A Day in the Water
Sortie : 7 juin 2023[6]

Paranoia, Angels, True Love (également écrit avec un tréma sur le i : Paranoïa, Angels, True Love) est le quatrième album studio de Christine and the Queens, sorti chez Because Music le 9 juin 2023. Il comprend les deuxième, troisième et quatrième parties d'une série faisant suite à Redcar les adorables étoiles (prologue) sorti en (2022). L'album a été précédé du single To Be Honest, et comprend des collaborations avec Madonna, 070 Shake et Mike Dean.

## Contexte
Christine and the Queens qualifie l'album de « deuxième partie d'un geste opératique » comprenant Redcar les adorables étoiles (prologue) (2022), et note qu'il est inspiré par « la dramaturgie glorieuse » de la pièce Angels in America de Tony Kushner. Il l'a également qualifiée de « clé vers une transformation qui ouvre le cœur, une prière vers soi ».

## Réception des critiques
Paranoia, Angels, True Love a reçu un score de 81 sur 100 sur l'agrégateur d'avis Metacritic, basé sur neuf avis de critiques, indiquant une « acclamation universelle ». Otis Robinson de DIY a trouvé que « l'éclat du disque réside dans un océan innovant d'opéra moderne, mélangeant des éléments de soul, de pop, de trap, de R&B, de drum 'n' bass et de théâtre musical », mais que « la présence du producteur de hip-hop Mike Dean sur l'album lui confère un son post-pop ». Il conclut que l'album est « très éloigné de son premier album, Chaleur humaine, mais tout aussi intrépide », et qu'il « ne ressemble à aucune autre exploration du deuil - un nouvel opus magnum ».
Rachel Aroesti du journal The Guardian a décrit Paranoia, Angels, True Love comme un « chef-d'œuvre » où le désespoir de Letissier face à la mort récente de sa mère « s'est sublimé en une pop expérimentale d'une beauté étonnante, trempée dans une chaude lumière céleste, perforée par des pointes de douleur confuse », et a produit une œuvre « hypnotiquement mélodique, intelligente, stylée, sérieuse, amusante, addictivement inattendue et euphoriquement dansante ». Eric Mason, du magazine Slant Magazine, a décrit l'album comme « le point culminant de l'approche ambitieuse de la chanteuse française à l'égard des conventions de la pop », ainsi que comme « une collection de chansons nerveuses et introspectives qui rompent avec les conventions de la pop tout en affirmant le pouvoir de l'amour sur la vie ».
David Smyth, du Evening Standard, a trouvé Paranoia, Angels, True Love « bizarre et absolument merveilleux », en contraste avec Redcar « bizarre et aliénant », avec des « chansons d'une beauté à couper le souffle » qui sont « loin de la pop électronique lisse et sophistiquée » de Chaleur humaine. Tanatat Khuttapan, qui a chroniqué l'album pour The Line of Best Fit, a estimé qu'il s'agissait de « l'album le plus grand et le plus ambitieux de Letissier à ce jour » et qu'il était « aussi captivant et énigmatique que les contes mystiques, agrémentés de théâtres épiques et de références artistiques », mais a trouvé que certains morceaux fonctionneraient mieux comme des « poèmes parlés [...] en raison de leur instrumentation molle et immobile ».
Helen Brown de The Independent a résumé l'album comme « nécessitant un investissement sérieux de la part de l'auditeur » car il est « trop long et trop décousu pour apporter à Christine and the Queens de nouveaux fans, ou beaucoup d'action dans le classement des singles. Sa complaisance pourrait même lasser certains fans existants. Mais si vous lui donnez le temps de pousser ses ailes, il peut vraiment vous élever ». Dans sa critique de l'album pour AllMusic, Heather Phares l'a comparé moins favorablement aux travaux précédents de Letissier, en écrivant : « Dans l'ensemble, il n'y a pas de différence entre les deux albums : "Dans l'ensemble, il n'est pas aussi gratifiant que la clarté et la brillance de Chris ou de La Vita Nuova. Même s'il manque un peu de l'immédiateté électrisante de ces œuvres, il y a ici beaucoup de musique stimulante et émotionnellement puissante que les fans apprécieront. »
Neil McCormick du journal The Telegraph a écrit qu'« à chaque nouvelle sortie, le travail d'Héloïse Letissier devient plus difficile à résumer », trouvant qu'il y a « de nombreux moments absolument magnifiques » mais que « l'ambiance générale est oppressante alors qu'elle progresse à un rythme implacable [...], se développant fréquemment jusqu'à des climax électro gothiques choraux quasi-religieux, avec une batterie écrasante, des voix surchargées et des guitares gémissantes ». Il l'a finalement qualifié de "beaucoup". Peyton Thomas de Pitchfork a résumé l'album en disant qu'il s'agissait d'une  et que pour « chaque morceau époustouflant » (Tears Can Be So Soft, I Met an Angel et True Love), il y avait « une prise de tête » (Full of Life, Let Me Touch You et True Love), Let Me Touch You et Aimer, puis vivre), comparant ces derniers titres à des statues romaines en marbre « dépouillées, au fil des millénaires, de leur peinture » et les qualifiant de « pas toutes complètement formées, et souvent criantes de couleur ».

## Liste des pistes
Toutes les paroles sont écrites par Héloise Letissier.
| 1. | Overture                                    | - Christine and the Queens - Dean              | 1:23  |
| 2. | Tears Can Be So Soft                        | - Christine and the Queens - Dean - Schachner> | 5:11  |
| 3. | Marvin Descending                           | - Christine and the Queens - Dean - Workman    | 4:06  |
| 4. | A Day in the Water                          | - Christine and the Queens - Dean - Workman    | 4:01  |
| 5. | Full of Life                                | - Christine and the Queens - Dean - Rush       | 4:32  |
| 6. | Angels Crying in My Bed (featuring Madonna) | - Christine and the Queens - Dean              | 4:26  |
| 7. | Track 10                                    | - Christine and the Queens - Dean              | 11:09 |

| 1. | Overture (featuring Mike Dean)              | - Christine and the Queens - Dean             | 1:26 |
| 2. | He's Been Shining for Ever, Your Son        | - Christine and the Queens - Dean             | 5:01 |
| 3. | Flowery Days                                | Christine and the Queens                      | 3:00 |
| 4. | I Met an Angel (featuring Madonna)          | - Christine and the Queens - Dean             | 6:06 |
| 5. | True Love (featuring 070 Shake)             | - Christine and the Queens - Dean - Schachner | 5:47 |
| 6. | Let Me Touch You Once (featuring 070 Shake) | Dean                                          | 3:15 |
| 7. | Aimer, puis vivre                           | Christine and the Queens                      | 4:50 |

| Disque 3 : True Love liste des pistes | Disque 3 : True Love liste des pistes  | Disque 3 : True Love liste des pistes          | Disque 3 : True Love liste des pistes | Disque 3 : True Love liste des pistes | Disque 3 : True Love liste des pistes | Disque 3 : True Love liste des pistes | Disque 3 : True Love liste des pistes | Disque 3 : True Love liste des pistes | Disque 3 : True Love liste des pistes |
| No                                    | Titre                                  | Producer(s)                                    | Durée                                 |                                       |                                       |                                       |                                       |                                       |                                       |
| ------------------------------------- | -------------------------------------- | ---------------------------------------------- | ------------------------------------- | ------------------------------------- | ------------------------------------- | ------------------------------------- | ------------------------------------- | ------------------------------------- | ------------------------------------- |
| 1.                                    | Shine                                  | - Christine and the Queens - Dean              | 5:52                                  |                                       |                                       |                                       |                                       |                                       |                                       |
| 2.                                    | We Have to Be Friends                  | - Christine and the Queens - Dean - Workman    | 4:14                                  |                                       |                                       |                                       |                                       |                                       |                                       |
| 3.                                    | Lick the Light Out (featuring Madonna) | - Christine and the Queens - Dean - A. G. Cook | 6:31                                  |                                       |                                       |                                       |                                       |                                       |                                       |
| 4.                                    | To Be Honest                           | - Christine and the Queens - Dean - Workman    | 3:41                                  |                                       |                                       |                                       |                                       |                                       |                                       |
| 5.                                    | I Feel Like an Angel                   | - Christine and the Queens - Dean              | 4:31                                  |                                       |                                       |                                       |                                       |                                       |                                       |
| 6.                                    | Big Eye                                | - Christine and the Queens - Dean              | 7:47                                  |                                       |                                       |                                       |                                       |                                       |                                       |
| 96:49                                 |                                        |                                                |                                       |                                       |                                       |                                       |                                       |                                       |                                       |

### Samples
- Tears Can Be So Soft contient un échantillon du titre Feel All My Love Inside interprété par Marvin Gaye et écrit par Marvin Gaye et Leon Ware[7].
- La musique de Full of Life est une adaptation du Canon de Johann Pachelbel[8].
- Track 10  contient un échantillon du titre Lucky Man interprété par Emerson, Lake & Palmer et écrit par Greg Lake[9].

## Charts
| Chart (2023)                       | Meilleure position |
| ---------------------------------- | ------------------ |
| Belgian Albums (Ultratop Flanders) | 9                  |
| Belgian Albums (Ultratop Wallonia) | 9                  |
| French Albums (SNEP)               | 19                 |
| German Albums (Offizielle Top 100) | 40                 |
| Scottish Albums (OCC)              | 7                  |
| Swiss Albums (Schweizer Hitparade) | 25                 |
| UK Albums (OCC)                    | 7                  |
| UK Independent Albums (OCC)        | 2                  |
| US Top Album Sales (Billboard)     | 97                 |
| US Heatseekers Albums (Billboard)  | 24                 |